# 幻想水滸伝II
『幻想水滸伝II』（げんそうすいこでんツー）は、コナミ（後のコナミデジタルエンタテインメント）より1998年12月17日に発売されたPlayStation用ゲームソフト。「幻想水滸伝シリーズ」の第2作。キャッチコピーは「その強さがあれば、全てを守れると思った」。
1999年12月9日にKONAMI the Bestで、2002年7月11日にPS one Booksで、それぞれ発売された。2009年3月27日にドラマCDが、12月24日にiモード版が発売された。
また、2006年2月23日に前作『幻想水滸伝』を同時収録したPlayStation Portable用ソフト『幻想水滸伝I&II』が発売された。2025年3月6日には『幻想水滸伝』を同時収録したHDリマスター版『幻想水滸伝 I&II HDリマスター 門の紋章戦争 / デュナン統一戦争』（対応ハードはNintendo Switch、Nintendo Switch 2、PlayStation 4、PlayStation 5、Xbox Series X/S、Xbox One、Steam）が発売され、
メディアミックスとして漫画版・小説版が存在するほか、テレビアニメが2026年より放送予定。

## あらすじ
主人公と親友ジョウイは、ハイランド王国少年兵部隊ユニコーン隊に参加していた。そんな折、運命の悪戯からか、主人公は輝く盾の紋章、ジョウイは黒き刃の紋章を宿す。世界を揺るがしかねない27の真の紋章の力を手に入れた2人の道は、少しずつ、しかし確実に袂を分かつようになっていく。
主人公はハイランド王国に不信感を抱いて同盟軍のリーダーとなり、一方ジョウイはハイランド皇子ルカ・ブライトら王家の人間を利用してハイランド王国国王にまでのぼりつめ、その手段は違えども、互いの立場からハイランド王国に平和をもたらそうとする。しかし残酷な運命は、皮肉にもこの親友2人をやがて激突させる事となる。
太陽暦460年。後世において、“デュナン統一戦争”と呼ばれる戦乱の幕開けであった。

## 概要

### データコンバート
前作『幻想水滸伝I』からのデータ引き継ぎが可能で、それにより変更になるのは以下の5点。
- 前作で設定した城の名前が、国の名前（幻想水滸伝シリーズの世界観#トラン共和国参照）やラダトの宿屋の名前になる。
- 前作登場キャラクターは、前作でレベルや武器レベルが一定を超えていると加入時にボーナスが加算され、共通して登場する一部の装備品や紋章が引き継がれる。
- 前作登場キャラクターは、一部イベントにおいて会話内容が変更される。
- 前作主人公が登場するイベントの追加、およびパーティキャラクターに加えることが可能になる。
- グレミオが生き返ってるデータを引き継いでいると、彼から「とくせいシチュー」のレシピが貰える。

### エンディング
エンディングは複数が存在し、それぞれを簡潔に述べると以下の4つのパターンになる。
1. ハイランド王国打倒後、約束の地でジョウイを倒し、ジョウイの願いを聞き入れて新国家のリーダーに就任する。ジョウイと主人公の紋章が統合され「始まりの紋章」となる。
2. ハイランド王国打倒後、約束の地で会った主人公とジョウイ、生きていたナナミの3人が旅に出る。
3. ハイランド王国打倒後、約束の地に行かずに新国家のリーダー就任を引き受ける。
4. ティント市国でのネクロードとの決戦中に、ナナミとともに逃げ出す。

1.は開発開始当初に予定されていた結末でありプロデューサー自身にとっても正史であるが、開発途中で主人公が哀れすぎると感じたため108人が揃った場合のおまけとして2.を組み入れたとしている。ディレクターの村山吉隆は2.について「かなり迷った」とし、物語としては「ナシ」としながらも、長時間プレイした結果のゲームシナリオとしては「アリ」との見解を示している。3.は1.と大筋は同じだがエンディングの最後に表示される一枚絵が異なる。4.は物語途中で全てを放り投げるいわゆる「バッドエンド」に相当するものだが、途中で思い直して本編に戻ることで物語に変化が生じる。

### 評価
前作と共通して登場するキャラクターも多く、パーティメンバーの組み合わせによって特別な会話が発生することや、データコンバートによって前作の主人公も登場するなど、前作からのファンを意識した作りとなっている。ストーリーは他のRPGに比べて長く、やり込み要素も多く存在する。主人公からサブキャラに至るまで多くのキャラクターの心理描写が丁寧に描かれ、テンポ良く進むシナリオは非常に高い評価を得ており、電撃PlayStation（2007/6/22号）の読者人気TOP20編では歴代総合2位、最強の泣けるソフトランキング（2007/10/12号）ではファイナルファンタジーVII・X、テイルズオブジアビスに続き4位、同じく人気投票による歴代総合のソフト大賞を決める電プレアワードPSオールタイムベスト（2007/10/26）では100位中11位、テレビ朝日系の特別番組「国民5万人がガチ投票！テレビゲーム総選挙」(2021/12/27)ではすべてのコンシューマー機で発売されたゲームで19位(PlayStationのソフトとしてはファイナルファンタジーVIIに続き2位)と、PlayStation時代のソフトとしては異例とも言えるほどの人気を今でも誇っている。
当時3Dが主流となりつつある中で、あえてグラフィック描写に負担を掛けない2Dを採用した事で、待たされる時間の短縮といったメリットを得ている。

## 世界観
幻想水滸伝シリーズの世界観のうち、以下の地域・国家を参照。
- ジョウストン都市同盟
- 新都市同盟・デュナン国
- ハイランド王国
- ハルモニア神聖国
- トラン共和国

## システム
本作特有のシステムを解説する。基本的なシステムは「幻想水滸伝シリーズ」を参照。

### 料理イベント
ハイ・ヨーと黒竜料理会の戦いを描いた料理対決。仲間になったキャラクターが審査員となり、入手したレシピを使って料理を作り、60点満点で点数の高いほうが勝者となる。最大12戦まで存在し、料理イベントのエンディングも存在するが、強制的に敗退する1度を除いて、8戦目以降の料理対決では敗退するとそれ以降のイベントは発生しない。

### 戦争イベント
本作の戦争イベントはシミュレーションRPG形式で進行する。仲間になったキャラクターをリーダー1人と副官2人で1つのユニットとする。通常の攻撃あるいは特殊な攻撃方法で攻撃し、ダメージを2つ（「重装備」があれば3つ）受けたユニットは戦線を離脱する。

## 登場人物
※声はドラマCD版のキャスト。

### 主要人物

#### 108星
主人公
声 - 小田久史
ハイランド南部辺境の街キャロに住む少年。使用武器はトンファー。生年は不明、ハイランド王国キャロの街出身。義姉のナナミと共に町外れの町外れの道場の武術家ゲンカクの養子として育てられた。
ゲーム開始当初はハイランド軍の少年兵部隊に所属していた。しかし、ルカの策略により、少年兵部隊はジョウイと主人公を除いて全滅。逃走後、同盟軍の捕虜となる。ジョウイと共に脱走し、ハイランドに帰国するも、ラウド率いるハイランド王国兵に殺されかける。しかし、ビクトール、フリックに救出される。
後に右手に「輝く盾の紋章」を宿し、対ハイランド王国同盟軍（新都市同盟軍）を率いるリーダーとなって、ジョウイ率いるハイランド王国軍とデュナン統一戦争を繰り広げることとなる。
なお、小説版とドラマCDでは「リオウ」、漫画版では「タオ」と名付けられている。
エンディングは大きく分けて4つのパターンがあり（#エンディングを参照）、そのパターンに応じて戦後の行方が異なる。
『外伝』ではベストエンディングを採用しており、ナナミやジョウイとともに無名諸国へ向けて旅をしていた。
ナナミ
声 - 松岡由貴
主人公の義姉。太陽暦444年生まれ（16歳）、使用武器は三節棍。ハイランド王国キャロ出身。食の好みは味オンチ。底抜けに明るく、元気いっぱいのお転婆娘だが家族想いでとても優しい。シュウを仲間にする際のイベントでシュウが銀貨を小石にすり替えていたのを見た程の動体視力を持っている。ほうれん草とオバケが苦手。子供の頃、いじめられていた主人公とジョウイを守ってあげていた。そんな2人が敵対してしまう事に堪えられず、なんとか戦争を止めたいと願っていた。新同盟軍に身を置いてはいるが、立場そのものは中立に近い。そのため、主人公とジョウイが戦いに巻き込まれることを案じて、主人公に共に同盟軍から逃げ出すことを勧めたこともあった。義弟の主人公との協力攻撃「姉弟攻撃」がある。
終盤で主人公を庇い戦死するが、108星を集め、さらに条件を満たすことで一命を取り留めたことが判明する。
シュウ
声 - 速水奨
名軍師マッシュ・シルバーバーグの直弟子の一人で、アップルの兄弟子。太陽暦434年生まれ（26歳）、出身地は不明。食の好みは中華好き。物事の先を読むことに長け、交易でも成功し、戦場では縦横無尽の策で戦況を支配する。天才軍師マッシュの一番弟子とされるほどの軍才をみせたが、軍略を出世に利用しようとしたため破門される。勝つためには、まず味方から欺ような読まれにくい巧妙な手法をとる。デュナン統一戦争ではアップルの執念ともいえる熱意に負け新同盟軍での筆頭軍師として活躍する傍ら、クラウス、アップルら後進の指導にも余念がなかった。またアップルや主人公・特にナナミの影響か、最終戦ではレオンの裏をかくために捨て身の策で一矢報いる。
ベストエンディングでは、主人公らの帰りを待つこととナナミの顛末を伝え、軍師として最後の助言を行うとともに旅立ちを見送った。
戦後成立した連邦国家においても正軍師を務めたが、翌年に引退して貿易商に戻る。それ以降直接的には国政に関係していないが、新たに正軍師となったクラウスは時折相談に訪れており、太陽暦472年のハイイースト動乱にも陰ながら協力しているとされている。

#### 108星以外
ジョウイ・アトレイド（ジョウイ・ブライト）
声 - 梶裕貴
ハイランドの地方貴族マルセル・アトレイドの長男だが、母・ローザの連れ子である。太陽暦443年生まれ（17歳）、ハイランド王国キャロ出身。主人公の幼馴染であり親友。幼い頃に主人公と出会い、以来ともに行動することになる。心優しく献身的な一方、前述の出自が影を落としている故か、自己愛に乏しいところも散見される。後に右手に「黒き刃の紋章」を宿し、ハイランド王国皇女ジル・ブライトと結婚し王位継承権を得る。その後、皇太子ルカ・ブライトと共謀して皇王アガレス・ブライトに毒を盛り暗殺。さらにルカを裏切って死に追い込み、ハイランド皇国王位継承権により皇王に即位する。
ただ平和を願う一心から、傭兵隊に主人公と共に参加を志願するが、ジョウストンの丘上会議において諸侯の身勝手ぶりに都市同盟の存在に疑問を抱く。主人公と共に王国軍の兵糧調査の折、主人公を逃がすため王国軍に拘束された。拘束時にルカにアトレイド家を反逆者として扱うと脅されつつもルカの強さに惹かれ、主人公らを裏切り、己の手を汚してでも戦争の早期終結を実現しようとした。ルカの圧倒的な強さに戦争を終結する“力”を感じつつ、ルカのやり方では荒廃を生むだけであることを理解しており、自らそれを実現するための行動を取った。自身の軍師となったレオン・ジルバーバーグと共謀し、ルカ謀殺を実行。上述のように皇王に即位する。主人公率いる新同盟軍に降伏勧告を行うが決裂。皇都防衛戦で姿を消し、「約束の地」で主人公と最後の戦いに臨んだ。
ジョウイが皇王に即位しつつも戦争を継続させたのは、このデュナン地方にハイランド皇国や都市同盟が競合するには、あまりに狭い地域であるためであり、例え軍事力による統一であっても強い国家が新たに樹立されれば争いが無くなると考えたからである。
ニンジンが苦手。朝も弱い。
ルカ・ブライト
声 - 関智一
ハイランド王国の皇子で第一軍団長。後ハイランド皇王に即位。太陽暦433年生まれ（27歳）、ハイランド王国出身。物語の発端となる人物。己の思うがままに徹底的に虐殺するという残虐な性格から「狂皇子」と呼ばれる。幼少の頃、母親が父王・アガレスの失態で都市同盟の盟主・ダレルの手の者によって捕らえられ、幼い自分の眼前で嬲り者にされたことと、これを救えなかった父の無能さを垣間見る二重苦を味わい、以後、深いトラウマとなり「狂皇子」となる発端でもあった。このトラウマから父と都市同盟の人間を心底憎んでおり、父アガレスを殺害すること、都市同盟を滅ぼすことが彼の目的である。敵味方を超えて誰もが認める天才的な剣技と超人的な身体能力を併せ持ち個人レベルでは無敵の実力の持ち主。また、武勇・剣術のみならず戦略にも非常に長けており、外伝でナッシュに「天が味方すれば世界をも平定できる」と言わしめたほどの有能な武人で、戦いにおいては全てが天才的。しかしその圧倒的な強さも、暴走しがちな狂気と残虐性によって部下からも疎まれて危険視され、シードやクルガンなどの側近にも裏切られることになる。後にジョウイの口車に乗り、父を暗殺して皇王となるが、ジョウイに裏切られ敢え無く戦死する。その最期は壮絶で、主人公たち新同盟軍の精鋭と戦い満身創痍になった後、シュウの罠の蛍に気をとられてるところで全身に矢を無数に受けた末、主人公と一騎討ちをして果てる。

### 108星

#### ア行
以下に列挙する人物については、幻想水滸伝シリーズのキャラクター一覧を参照。
- アップル（声 - 能登麻美子）
- ヴァンサン・ド・ブール

アイリ
旅芸人の一座の一員。太陽暦443年生まれ（17歳）、グラスランド出身。食の好みは和風好き。大道芸人の両親の元に生まれ、両親が亡くなってからは姉のリィナとともに各地を回っている。ナイフ投げが得意。主人公に恋心を抱いている。
アダリー
2代目「えれべーた」開発・管理者。太陽暦418年生まれ（42歳）、サウスウィンドゥ市国サウスウィンドゥ出身。食の好みは野菜好き。自分を天才発明家と思い込んでいる変な科学者。妙な発明が多いがたまにすごい発明をする。多少傲慢な性格。「えれべーた」については、『外伝』で人力であることが判明する。シズ（『III』）は弟子である。
アニタ
流浪の剣士。太陽暦431年生まれ（29歳）、無名諸国出身。食の好みは洋風好き。カナカンのハイア門下生であり、免許皆伝の証である「はやぶさの紋章」を宿している。同門バレリアがライバルであり、幾度となく勝負を行っている。
アビズボア
ティントの坑道に住むクラーケン。太陽暦384年生まれ（76歳）、ティント市国鉱山の洞窟出身。妻（ルロラディア）と子供（チュカチャラ）も仲間にすることが出来る（アビズボア以外は108星ではない）。
アマダ
ラダトの船乗り。太陽暦434年生まれ（26歳）、群島諸国出身。食の好みは魚好き。群島諸国との交易を取り仕切っており、兄貴肌の性格から船頭仲間の信頼も厚い。
アルバート
音楽団のリーダー。太陽暦429年生まれ（31歳）、マチルダ騎士団領ロックアックス出身。食の好みはなんでもウマイ。細工職人の家系の出身で手先が器用だが、音楽家を夢見て家を飛び出した。アンネリーたちとはぐれている間にティント市国クロムで防具作りを学び、戦後は楽団を続けながら防具作りの腕を披露している。
アレックス
ヒルダの夫。シンダル族を追いかけるトレジャーハンター。太陽暦424年生まれ（36歳）、ミューズ市国ミューズ出身。食の好みは肉好き。シンダルの遺跡の近くに白鹿亭を構えて調査を進めていた。
アンネリー
アルバート率いる音楽団のボーカル。太陽暦443年生まれ（17歳）、ハルモニア神聖国出身。食の好みは魚好き。両親を殺されて心を閉ざしていた時期があったが、アルバートやピコの助けを受けて立ち直った過去がある。
エイダ
グリンヒル北西に位置する「深き森」の防人の少女。太陽暦443年生まれ（17歳）、グリンヒル市国深き森出身。食の好みは野菜好き。代々森を守る防人の家系に生まれ、父をグリフォンに殺されたことがあるが、傷ついたフェザーを殺すことはできなかった。『外伝』では大事な馬をホイに盗まれ、ナッシュが盗んだものと誤解して追い回していた。
エミリア
グリンヒルのニューリーフ学園の事務をしている女性。太陽暦431年生まれ（29歳）、グリンヒル市国グリンヒル出身。食の好みは甘党。何でも自分で出来てしまうため、人に任せる事が苦手である。戦後は学長に就任している。仲間になると本拠地の図書館司書を務めるようになる。
オウラン
ボディーガードを生業としている女性。太陽暦433年生まれ（27歳）、ハルモニア神聖国出身。食の好みは中華好き。女性からの人気が高く、ファンクラブも存在するらしい。B96、W60、H89のプロポーションを誇る。戦後はデュナン国で親衛隊長を務めている。

#### カ行
以下に列挙する人物については、幻想水滸伝シリーズのキャラクター一覧を参照。
- カスミ
- からくり丸
- キリィ
- クライブ
- ゲオルグ・プライム

カーン・マリィ
ヴァンパイアハンター。太陽暦428年生まれ（32歳）、ハルモニア神聖国クリスタルバレー出身。食の好みは普通。マリィ家は300年以上続くヴァンパイアハンターの家系で、ネクロードに祖父と父を殺されている。職業柄、星辰剣やシエラ・ミケーネについても詳しく、ネクロード退治に向けて両者の協力を取り付けている。当初は星振剣を追ってビクトールと行動を共にしていたが、ネクロードの逃亡後は別行動で足跡を追っていた。ティントにネクロードが出現した際、ビクトールの星振剣とシエラの月の紋章の力、そして自身が受け継いだマリィ家の秘術を用いてネクロード討伐に参戦した。
ガボチャ
トゥーリバーに住んでいるコボルト族の少年。太陽暦447年生まれ（13歳）、トゥーリバー市国トゥーリバー出身。食の好みは味オンチ。明るく人なつっこい性格。ゲンゲンを英雄だと信じ憧れている。
カミュー
声 - 小野大輔
マチルダ騎士団赤騎士団長。太陽暦433年生まれ（27歳）、グラスランド出身。食の好みは洋風好き。カマロ自由騎士団の推挙でマチルダ騎士団に所属した。騎士道を重んじ、レディファーストを身上にしている。参謀的能力もあり、猛進しがちなマイクロトフをしばしばフォローする。マイクロトフと一緒に騎士団を脱退して新同盟軍の一員になる。戦後はマイクロトフとともに騎士団を再建した後にグラスランドへ旅立ち、『外伝』ではナッシュとともに「炎の運び手」と戦った。
カレン
クスクスで評判の踊り子。太陽暦443年生まれ（17歳）、サウスウィンドゥ市国クスクス出身。食の好みは洋風好き。普段は気弱だが、踊りの衣装に着替えると積極的な人柄に変わる。踊りはトラン共和国で修行しており、師匠はミーナ（『I』）である。
ガンテツ
修行僧。太陽暦415年生まれ（45歳）、トラン共和国クロン出身。食の好みは和風好き。クロン寺院で修行していたが、乱暴をはたらいて破門になった経緯がある。戦後は破門が解かれ、修行を再開している。
ギジム
灯竜山三兄弟の1人。太陽暦421年生まれ（39歳）、ティント市国出身。食の好みは肉好き。両手斧の使い手。ティントとトゥーリバー領の間にある灯竜山で豪商相手に山賊行為を働いていたが、ネクロードに攻められて山塞を失う。
キニスン
リューベの森で暮らす狩人の青年。太陽暦442年生まれ（18歳）、ミューズ市国リューベ近くの森出身。食の好みは魚好き。愛犬シロとは意思の疎通が可能である。王国軍が森林破壊を繰り返す事に心を痛め、同盟軍に助力する。ちなみにフェザー、ジークフリード、ムササビ5匹を仲間にしているとエンディングでのその後が変わる。
キバ・ウィンダミア
鉄壁の守備力を誇るハイランドの名将。太陽暦413年生まれ（47歳）、ハイランド王国出身。食の好みは肉好き。ハイランド王国第三軍団長を務め、職務に忠実で手柄をあげるが、決して報奨は受け取らないという信念を持つ。皇王アガレスに忠誠を誓っていたが、新同盟軍に敗れて捕虜になった時にルカがアガレスを謀殺して王位に就いたことを知り、息子のクラウスとともに同盟軍に投降する。後にマチルダ攻略戦においておとり部隊を率いてミューズ東方の砦で奮戦、名誉の戦死を遂げる。
ギルバート
傭兵。太陽暦424年生まれ（36歳）、ゼクセン連邦出身。食の好みは魚好き。かつてはゼクセンやグラスランドで「ギルバート傭兵隊」を率いていた。基本的に金さえもらえばどこにでも味方するが、根は義侠心に厚い。当初はハイランド軍に雇われていたが、フリックの説得で同盟軍に寝返る。妻（メアリ）と息子（トマス）をゼクセンに残している。
クラウス・ウィンダミア
キバ・ウィンダミアの息子で軍師。太陽暦441年生まれ（19歳）、ハイランド王国出身。食の好みは中華好き。幼い頃は病弱で、父とは対照的に頭脳で勝負するタイプであり、若く有能である。父の武力と自らの策で数々の戦線を乗り越えてきたが、シュウの策に一蹴された後に新同盟軍の味方になる。物静かで知的、紳士的な振る舞いが印象的。人外の者に好かれる性質でシエラとミクミクに気に入られている。
戦後に成立した連邦国家にも軍師として残り、翌年に引退したシュウに代わって正軍師を務めている。
ゲンゲン
傭兵隊の一員でコボルトの勇士。太陽暦443年生まれ（17歳）、トゥーリバー市国コボルト村出身。食の好みは味オンチ。立派な戦士の務めを果たそうと毎日がんばっている。いつでも陽気で元気いっぱいである。おいしいものを見つけると耳が立つという。
ゲンシュウ
さすらいの侍。太陽暦423年生まれ（37歳）、出身地は不明。食の好みは和風好き。以前は依頼を受けて人を斬ることを生業としていたが、嫌気がさして止めたという。軽口を叩かないため寡黙に見られがちだが、シンとは名刀の話で盛り上がることもあるらしい。クロイツ（『I』）、デューク（『III』）と武器が同じである。
コウユウ
灯竜山三兄弟の1人。太陽暦444年生まれ（16歳）、ティント市国出身。食の好みは肉好き。任侠に厚く、言葉遣いは悪いが非常に礼儀正しい少年。新同盟軍本拠地に灯竜山の危機を伝えにきた。マルロとは馬が合い、いつも不思議そうにマルロが好きな学問を眺めている。
ゴードン(2)
商人。太陽暦422年生まれ（38歳）、トラン共和国ロックランド出身。食の好みは辛党。グレッグミンスターに本拠を持つギルド「ゴードン商会」の元締め。交易によって莫大な財産を築く。『III』のゴードンとは別人。
コーネル
音職人を目指す少年。太陽暦448年生まれ（12歳）、グリンヒル市国森の村出身。食の好みは肉好き。親も音職人であり、跡を継ぐためにハルモニアのクリスタルバレーに留学していた。妹が1人いるが、留学中は村の人に面倒を任せていた。

#### サ行
以下に列挙する人物については、幻想水滸伝シリーズのキャラクター一覧を参照。
- シーナ
- ジーン
- スタリオン

サスケ
ロッカクの里の少年忍者。太陽暦447年生まれ（13歳）、ロッカクの里出身。食の好みは甘党。父親はかつて里の副頭領だった。カスミには複雑な感情を抱いているが、恋心ではないらしい。
ザムザ
炎の魔法戦士。太陽暦431年生まれ（29歳）、出身地は不明。食の好みは野菜好き。自信過剰な性格で、全てにおいて自分は一番優れていると思い込んでいる。
ジークフリード
ユニコーン。太陽暦290年生まれ（170歳）、トゥーリバー市国トゥーリバーの森出身。乙女にのみ契りを交わすといわれる。
ジェス
ミューズ市国の行政官。太陽暦436年生まれ（24歳）、ミューズ市国ミューズ出身。食の好みは魚好き。有能な官吏ではあるが考えが堅くやや強引で、人の意見を聞かない面も見られる。特に傭兵隊への差別意識が強く、主人公らを丘上会議で諸侯を取りまとめるために子供を利用することも平然と行う。虫が苦手。
戦後、自身を罰するかのように公職を辞し、一介のミューズ市民として生きる道を選ぶ。
シエラ・ミケーネ
「月の紋章」の所有者。生年は不明、蒼き月の村出身。食の好みは野菜好き。見た目は少女だがその正体はヴァンパイアの長老。年齢は推定800歳。ハルモニア成立以前から生きている古代人でもある。年齢の件に触れられることは、実年齢から年長として扱われることも、外見から年少として扱われることも嫌っており、逆鱗に触れると雷を落とすこともある。すべてのヴァンパイアはこのシエラによって創られ、ヴァンパイアらの間では「始祖」と呼ばれている。クラウスを気に入ったらしく、彼の前ではおしとやかな少女を演じる。「月の紋章」がない状態では本来の力は発揮できず、常に睡眠不足のような状態であるらしい。古風なイントネーションが特徴だが、それは本来の喋り方ではなかったことが『外伝』で判明している。『III』には登場しないが、壁新聞でナッシュと会っていたことが記事にされている。
シド
ウィングホードの青年。太陽暦439年生まれ（21歳）、トゥーリバー市国トゥーリバー出身。食の好みは味オンチ。自称チャコの兄貴分だが、実際はチャコの苦手な怪談の類で彼の弱みを握っている。
シモーヌ・ベルドリッチ
ヴァンサンの友人でこちらも自称貴族。太陽暦428年生まれ（32歳）、トラン共和国グレッグミンスター出身。食の好みは野菜好き。ヴァンサンよりもさらにキザで全てにおいて感情表現がオーバー。ヴァンサン同様、義に厚い。バラの胸飾りの愛用者。『外伝』では、ミルイヒ・オッペンハイマー（『I』）主催のパーティに参加している。
ジュド
グリンヒルのニューリーフ学園の講師。太陽暦438年生まれ（22歳）、グリンヒル市国森の村出身。食の好みは普通。陶芸を得意とする。仲間になると本拠地で守護神像を作るようになる。
シロ
キニスンとともにいる白いオオカミ犬。太陽暦451年生まれ（9歳）、ミューズ市国リューベ近くの森出身。食の好みは肉好き。幼い頃からキニスンと一緒であるため、キニスンとは主従というより友人関係にある。
シロウ
賭博師。太陽暦436年生まれ（24歳）、トゥーリバー市国レイクウェスト出身。食の好みは和風好き。勝敗の読めない一か八かの勝負を好み、ハイランド皇国に反抗する新同盟軍に協力する。本拠地ではちんちろりんを担当。
シン
テレーズの従者。太陽暦433年生まれ（27歳）、場所は明言されていないが南方の出身。食の好みは洋風好き。剣の腕は優れており、愛剣は名刀「タランチュラ」。本人曰く市長にではなく、テレーズ自身を護衛している。

#### タ行
以下に列挙する人物については、幻想水滸伝シリーズのキャラクター一覧を参照。
- タイ・ホー
- テンガアール
- テンプルトン
- トウタ

タキ
物知りのお婆さん。太陽暦388年生まれ（72歳）、トゥーリバー市国レイクウェスト出身。食の好みは魚好き。トゥーリバーに息子夫婦がおり、戦後は同居している。
チャコ
ウィングホードの少年。太陽暦446年生まれ（14歳）、トゥーリバー市国トゥーリバー出身。食の好みは魚好き。サウスウインドゥでスリを行っている悪童だが、根は真直ぐで勇敢。
ツァイ
「神槍」と呼ばれる凄腕の槍職人。太陽暦423年生まれ（37歳）、ミューズ市国リューベ出身。食の好みは辛党。家ではキムチを作っている。リューベ裏に広がる山に住んでいたが、傭兵砦から火炎槍の修復依頼をされてからは同盟軍に参加。槍の遣い手としても凄腕で、金属製の兜を槍で貫いたことがあり、これから「神槍」と呼ばれるようになった。奥さんとは別居中。で槍を使うことを咎められているトモは娘である。
テツ
風呂職人。太陽暦418年生まれ（42歳）、トゥーリバー市国レイクウェスト出身。食の好みは和風好き。『III』には息子のゴロウが登場する。
テッサイ
鍛冶屋。太陽暦423年生まれ（37歳）、サウスウィンドゥ市国クスクス出身。食の好みは辛党。良い武器を鍛えることが生きがいで、いい武器を探して旅に出ることがある。星辰剣と出会ってからは本拠地に居つき、新同盟軍の鍛冶仕事を引き受けることとなる。
テレーズ・ワイズメル
グリンヒル市の市長代行。太陽暦433年生まれ（27歳）、グリンヒル市国グリンヒル出身。食の好みは洋風好き。前市長で父親のアレク・ワイズメルが病床に伏せってから代行を務め、死後には市民から市長となることを強く望まれたものの拒み、いまだ市長代行の地位にある。戦後は正式に市長に就任する。
また、シリーズにおける正史では主人公は新国家の大統領に就任しないため、テレーズが同時に連邦国家大統領代行に就任し、翌年行われた選挙で初代大統領に就任している。なお、父の因縁からグラスランドのカラヤ族との関係は良くなかったが、市長就任後に和解し、グリンヒルの名市長として歴史に名を残している。
テンコウ
老年の窓職人。太陽暦393年生まれ（67歳）、ティント市国クロム出身。食の好みは辛党。既に引退しているが、その熟練した腕は健在。
トニー
農夫。太陽暦441年生まれ（19歳）、マチルダ騎士団領出身。食の好みは野菜好き。戦火によって畑を失い、森の村の村長の家に身を寄せていた。ミニゲーム「モグラ叩き」を担当。
トモ
ツァイの娘。太陽暦446年生まれ（14歳）、ミューズ市国リューベ出身。食の好みは甘党。ツァイと別居中の母の下で暮らしているが、時折よりを戻してもらおうとツァイの下を訪ねている。槍の腕は父譲り、顔は母譲りである。

#### ナ行
ニナ
グリンヒルのニューリーフ学園の生徒。太陽暦444年生まれ（16歳）、グリンヒル市国グリンヒル出身。食の好みは甘党。思い込みが激しく惚れやすい性格で、フリックやナッシュを追い回していた。

#### ハ行
以下に列挙する人物については、幻想水滸伝シリーズのキャラクター一覧を参照。
- バレリア
- ハンフリー・ミンツ
- ビクトール（声 - 小西克幸）
- ビッキー
- ヒックス
- フッチ
- フリック（声 - 中村悠一）
- ペシュメルガ

バーバラ
本拠地の倉庫番。太陽暦424年生まれ（36歳）、サウスウィンドゥ市国ノースウィンドゥ出身。食の好みは普通。離婚歴があるらしい。
ハイ・ヨー
謎の料理人。太陽暦433年生まれ（27歳）、黒竜島出身。突然新同盟軍の本拠地に押しかけ、レストランを開いた。その正体は裏料理界に君臨する「黒竜料理会」の元四天王の1人「セイリュウ」。シュンミン（『V』）から託された「蒼月鳥のレシピ」を隠し持ち、黒竜料理会を抜け出している。
ハウザー
ミューズ市軍の総司令官。太陽暦417年生まれ（43歳）、ミューズ市国出身。食の好みは中華好き。都市同盟を支えていたといわれる武勇や才覚に加え、体力にも自慢がある。日課はミューズ市内をタンクトップ姿でランニングすること。なお、ディレクターは『II』の108星の中で最もアクの強い男としている。
バド
動物使い。太陽暦422年生まれ（38歳）、グラスランド出身。食の好みは野菜好き。「ききみみの封印球」を所有し、動物と意思疎通を図ることが出来る。反面、人間との会話は苦手。
ハンス
防具屋を目指す青年。太陽暦427年生まれ（33歳）、ゼクセン連邦出身。食の好みは魚好き。防具屋を目指してトゥーリバーを訪れたが、既に防具屋が存在することを知り途方にくれていたところ主人公に出会い、本拠地で防具屋を開くことを提案される。
ハンナ
異国出身の女傭兵。太陽暦431年生まれ（29歳）、無名諸国出身。食の好みは普通。無口だがオウランとは気が合うらしく、何かの特訓をしている様子が目撃されている。戦後はグラスランドへ旅立っている。
ピコ
アルバート率いる音楽団のメンバー。太陽暦436年生まれ（24歳）、ミューズ市国ミューズ出身。食の好みは肉好き。女性に対して軽い性格で泣かせた女性は多いらしいが、本人に罪の意識はない。アンネリーには優しく他の誰よりも優先するが、恋愛感情とは違うようである。
ヒルダ
アレックスの妻で白鹿亭の主人。太陽暦427年生まれ（33歳）、ミューズ市国ミューズ出身。食の好みは普通。以前は看護士をしていたが、アレックスとの結婚を期に退職している。シンダル族を追いも求める夫を文句も言わずに見守っているが、定住できないために息子のピートに友人ができないことが悩み。
フィッチャー
ミューズの外交官。太陽暦428年生まれ（32歳）、ミューズ市国コロネ出身。食の好みは甘党。お調子者だが、「名より実を取る」を地で行く判断力と交渉能力に長けた能吏。目下の特技は長会議の時、目を開けたまま眠る事。のちにアナベルの後を継いでミューズ市長となり、さらにデュナン地域に連邦制国家ができると初代ミューズ共和国大統領に就任するなど出世を遂げている。
フェザー
若いグリフォン。太陽暦437年生まれ（23歳）、出身地は不明。傷つき弱っていたところをエイダに救われている。
フリード・ヤマモト
サウスウィンドゥ市長グランマイヤーの側近。太陽暦435年生まれ（25歳）、サウスウィンドゥ市国ラダト出身。食の好みはなんでもウマイ。ゲーム内での表記は「フリード・Y」。まじめで実直だが、真面目すぎて周りが見えなくなることもしばしば。敵対勢力であったことから、トラン共和国に同盟を申し込むことが決定した際激烈に反対した。戦後間もなく娘のサナエ（『III』）が産まれている。
ホイ
こそ泥。太陽暦444年生まれ（16歳）、カナカン出身。食の好みは普通。主人公の名を騙り、権威を振りかざして各地で無銭飲食をしていた。あるときバレて主人公本人とともに袋叩きにされ、見かねた主人公の温情で仲間になる。根っからの盗人気質で、『外伝』ではエイダの白馬を盗みナッシュに売りつけた。
ホウアン
高名な名医。太陽暦426年生まれ（34歳）、ミューズ市国ミューズ出身。食の好みは中華好き。リュウカン（『I』）の弟子であり、トウタの師匠である。
ボブ
半獣人の男性。太陽暦435年生まれ（25歳）、グラスランドの半獣人の村出身。食の好みは肉好き。かつてウィンディ率いる赤月帝国宮廷魔術師団に村を焼き払われた過去を持ち、人間を信用できなくなっていた。
ボリス・ワイゼン
リドリーの息子。太陽暦439年生まれ（21歳）、トゥーリバー市国トゥーリバー出身。食の好みは甘党。ハルモニア神聖国に留学しており、リドリーが戦死するシナリオを選択すると帰国して登場する。父とは対照的に知将タイプ。きれい好きで、毎朝1時間の毛並のブラッシングは欠かさないという。
ボルガン
アイリ達の旅芸人一座の一員。太陽暦444年生まれ（16歳）、ゼクセン連邦出身。食の好みはなんでもウマイ。以前はカナカンのサーカス団に所属していたが逃げ出した。巨体を生かした直接攻撃と、「火ふきの紋章」の力による火ふきが得意。

#### マ行
以下に列挙する人物については、幻想水滸伝シリーズのキャラクター一覧を参照。
- マクシミリアン
- メグ

マイクロトフ
声 - 前野智昭
マチルダ騎士団青騎士団長。太陽暦434年生まれ（26歳）、マチルダ騎士団領ロックアックス出身。食の好みは肉好き。質実剛健が売りの青年。気まじめすぎるため周囲から浮くこともしばしばある。騎士でありながら保身を至上とするゴルドーを見限り、騎士団を脱退して新同盟軍の軍門に加わる。戦後はカミューとともに騎士団を再建し、団長就任を勧められたが断り、カミューとともにグラスランドへ旅立つ。『外伝』ではナッシュとともに「炎の運び手」と戦った。
『III』ではマチルダ騎士団団長の地位に就いている。
マルロ・コーディー
ティント市長グスタフの娘リリィの家庭教師を務める青年。太陽暦441年生まれ（19歳）、ティント市国クロム出身。食の好みは魚好き。気弱で運動が苦手だが、コウユウとは気が合う。また、新同盟軍のリーダーとして活躍する主人公を英雄視している。後にティント共和国の大臣となり、歴史家としても名を残した。『III』に登場する脚本のひとつ「決戦ネクロード」は、ティントでのネクロード戦を基にしたマルロの著書だが、内容はかなり脚色されている。
ミリー
山ネズミのボナパルトを連れた少女。太陽暦446年生まれ（14歳）、出身地は不明。食の好みは辛党。天然な性格の持ち主で、ボナパルトが目を突付かれて嫌がっているのを「喜んでいる」のと解釈する程（外伝では嫌がっているのを理解している）。
ムクムク
声 - 金田朋子
主人公とは旧友のムササビ。太陽暦454年生まれ（6歳）、グリンヒル市国グリンヒルの森出身。食の好みはなんでもウマイ。普段はグリンヒルの森に住んでいるが、時折キャロの街まで遠出している。
マクマク、ミクミク、メクメク、モクモクといった仲間（108星はムクムクのみ）がおり、それぞれ身に着けているマントの色が違う。パーティに空きを作ってグリンヒル市近くのフィールド上を歩いている（正確に言えば道や所定の位置にいる）と、いつの間にか仲間になっている（ムクムクは別の方法でも仲間にすることが可能）。
メイザース
魔法使い。太陽暦373年生まれ（87歳）、出身地は不明。食の好みはなんでもマズイ。かつての師であるクロウリーが、唯一ライバルと認めたと自称する魔法のエキスパート。一見口だけのライバルのように見えるが、その実力はかなりのもの。
モンド
ロッカクの里の忍者。太陽暦425年生まれ（35歳）、ロッカクの里出身。食の好みは魚好き。修行熱心な性格。

#### ヤ行
以下に列挙する人物については、幻想水滸伝シリーズのキャラクター一覧を参照。
- ヤム・クー

ユズ
羊飼いの少女。太陽暦450年生まれ（10歳）、グリンヒル市国森の村出身。食の好みは肉好き。ハイランド王国の侵攻で始まった戦乱ではぐれた祖父を探している。いつもヒツジのタロウと一緒にいる。食用の動物には“ハンバーグ”や“ジンギスカン”などといった名前をつけている。
ヨシノ・ヤマモト
フリードの妻。太陽暦437年生まれ（23歳）、サウスウィンドゥ市国サウスウィンドゥ出身。食の好みは和風好き。和服を着ている大和撫子。武器は薙刀で、その技能は高い。その技能は戦後間もなく産まれた娘のサナエ（『III』）にも受け継がれており、愛用の薙刀も娘に受け継がれている。

#### ラ行
以下に列挙する人物については、幻想水滸伝シリーズのキャラクター一覧を参照。
- ルック（声 - 福山潤）
- ローレライ

ラウラ
札師。生年・出身地ともに不明。食の好みは普通。ジーンの友人で、極度の方向音痴。
リィナ
旅芸人の一座のリーダー。太陽暦442年生まれ（18歳）、グラスランド出身。食の好みは中華好き。タロット占いが得意で、18歳にして大人の女性の魅力を漂わせている。実は酒豪であり、飲み比べを挑んだビクトールが逆につぶされるほど。デュナン国建国後はグラスランドへ旅立った。
リキマル
流浪の剣士。太陽暦435年生まれ（25歳）、トラン共和国セイカ出身。食の好みはなんでもウマイ。空腹で行き倒れたところを主人公に救われたが、以前にはグレッグミンスターで食い逃げをして捕らえられたことがある。旅の目的は敵討ちらしい。
リッチモンド
敏腕探偵。太陽暦425年生まれ（35歳）、サウスウィンドゥ市国出身。食の好みは魚好き。「仕事はパーフェクトに、だ。」が信条、「なんでも、お見通しさ」が口癖。仕事を完璧にこなす上、気の効いたアフターケアまで怠らない。
リドリー・ワイゼン
コボルト族出身の名将。太陽暦421年生まれ（39歳）、トゥーリバー市国トゥーリバー出身。食の好みは辛党。コボルト一族の利益を考え、人間の代表者とたびたび対立してきており、王国軍の使者として現れたキバとマカイが停戦協定を結んだために人間を信用しなくなる。しかし、主人公とフィッチャーたちの奔走により自分の過ちに気付く。トゥーリバー攻防戦ではチャコの「愛する街を守る」という言葉に心を打たれ、人間とウイングホードと和解。その後はシュウとともに主人公の右腕として戦い、新同盟軍の中核となる軍規を守る厳格たる名将である。
ストーリー進行によっては主人公たちを助けるために命を落とすが、その場合は息子ボリスが登場する。
レオナ
ビクトールの傭兵砦内にある酒場の女主人。太陽暦428年生まれ（32歳）、ミューズ市国トト出身。食の好みは辛党。表には見せないが大の子供好き。
レブラント
鑑定士。太陽暦420年生まれ（40歳）、ゼクセン連邦出身。食の好みは普通。「せいじのつぼ」を集めている。飲むと豹変し、好きな歌を歌い続けるという。
ロウエン
灯竜山三兄弟の1人。太陽暦432年生まれ（28歳）、トゥーリバー市国出身。食の好みは中華好き。かつてトゥーリバーで高官相手に詐欺を働いて灯竜山に逃げ込む。山賊をしているだけに気性は荒く口調も乱暴だが、気風がよく、終戦後には夢であった小料理屋を営んでいる。なお、彼女はリリィ・ペンドラゴンとともにネクロードに攫われているが、その性格ゆえに花嫁目的ではなかったそうだ。
ロンチャンチャン
格闘家。太陽暦427年生まれ（33歳）、場所は明言されていないが南方の出身。食の好みは中華好き。自己流の格闘術「竜式格闘術」を広めるために、1000人の弟子が修行できる道場を持つことを夢見ている。「強い拳法には健康な身体が必要」が信条で、沢山の食事と修行は欠かさない。

#### ワ行
ワカバ
格闘家。太陽暦445年生まれ（15歳）、場所は明言されていないが南方の出身。食の好みは野菜好き。近所に道場があったという理由で入門し、ロンチャンチャンの一番弟子となっている。その後、修行のたびに出た師匠を探して旅をしている。当面の目標は熊を倒すこと。『外伝』では一時的にナッシュの相棒となる。

### 108星以外

#### ジョウストン都市同盟
アナベル
声 - 田中敦子
ミューズの女市長。太陽暦426年生まれ（34歳）。豪胆な性格で部下の使い方もうまい。政治・軍事的手腕もあり、都市同盟の指導者としてハイランド王国と渡り合っていたが、ジョウストン都市同盟の問題点に気づき、結果として王国軍の刺客となったジョウイによって暗殺される。ルカ・ブライトからは「ミューズのメスブタ（外伝より）」と罵倒されていたが、戦略の天才でもある彼が唯一評価し、都市同盟における最大の敵として認めていた政治家でもある。
アレク・ワイズメル
グリンヒル市長で、テレーズの父親。かつてマチルダ騎士団のゴルドーと結託し、和睦の酒宴においてルシアの父である前カラヤ族長キヌアに毒を盛って暗殺。これがきっかけでテレーズはルシアから恨まれるようになった。ルカ率いるハイランド軍がミューズ市国北方の国境に迫る頃には病により臥せっており、ラウド率いるハイランド軍がグリンヒル市を包囲した時は（外伝より）故人。
グスタフ・ペンドラゴン
ティント市長。太陽暦413年（47歳）。鉄火肌の人間ではあるが地の理のよい土地（とりわけハイランドに対して）を拠点に置いているせいか都市同盟の中では慎重派。ただ、門の紋章戦争後期におけるマッシュの策に起因する、赤月帝国領への侵攻に関しては積極的であった。しかし、共に出兵したグランマイヤーが解放軍の反撃に際して撤退したので以降彼との関係は悪化する。ティントに戦火が及ぶまで慎重論に終始していたがティント市を守ることを考えてのことであり、本質は義理堅い人物。ノースウィンドゥから逃げてきたネクロードによってティントが襲撃されると新同盟軍と手を組み、ネクロード討伐後も新同盟軍に協力した。後にデュナン国からティントを共和制国家として独立させ、初代大統領に就任した。しばしばグラスランドへ出兵している。
グランマイヤー
サウスウィンドゥ市長。太陽暦408年生まれ（52歳）。都市同盟では穏健派で、門の紋章戦争後期における赤月帝国領への侵攻ではグスタフ率いるティント市軍と共に自らもサウスウィンドウ市軍を率いて攻め込むが、解放軍が反撃に出るや味方の犠牲を避けようと撤退し、結果としてサウスウィンドウ市軍の犠牲は避けられたものの、グスタフとの間に溝を作る結果となった。有能な行政官であり、人間的にも優れた人物でフリードなど都市同盟の多くの者から信頼されていた。ソロン・ジーによるサウスウィンドゥ侵攻に際して市民に血を流させないよう無血開城するも、代わりに自らはハイランド軍に首を刎ねられ市庁舎の門に晒された。
ゲンカク
主人公とナナミの育ての親。かつてはダレルによるハイランド侵攻をきっかけに始まったジョウストン都市同盟とハイランド王国との戦争にて、都市同盟側の敗勢を覆し英雄と称えられた有能な人物であった。また、ティントの鉱山開発において住処を失ったウィングホードに新天地としてトゥーリバー市内の中州地帯を与える事を発案し、トゥーリバー市国や都市同盟の承諾を得て移住を実行した。しかし、その移住に必要な費用を独断で都市同盟の軍事予算から調達した為、ハイランドへの勝利を欲するダレルの不評を買ってしまう。そして、キャロ一帯の領有権を巡る自らとハーンの一騎討ちにおいて、一騎討ちに使うダレルから手渡された剣に毒を塗られていたのに気付き、一切自分から手を出さず最後にはハーンより剣を叩き落され、その直後ダレルから都市同盟の顔に泥を塗ったとして追放される。追放後はキャロの街で道場を開いて余生を過ごす。かつて戦争時には「輝く盾の紋章」を宿していたが、トトの村の祠に封印した。現代では故人で、道場の裏手に墓がある。
本編開始時に既に他界しているため回想でしか登場しないものの、物語の中で多くの人の心に刻み込まれている物語の核心に位置する人物。
ゴルドー
声 - 広瀬正志
マチルダ騎士団の団長で、騎士団を構成する三騎士団の1つ、白騎士団の団長を兼任。太陽暦423年生まれ（37歳）。騎士らしからぬ強欲で狭量極まる性格の持ち主で、異を唱える部下をことごとく「騎士の誓い」を振りかざして黙らせてきた。結果赤騎士団長カミュー、青騎士団長マイクロトフ及び両騎士団に属する騎士約半数の離反を招いた。先代グリンヒル市長アレクと共謀しルシアの父・前カラヤ族長キヌアを暗殺。マチルダ騎士団の弱体化・イメージダウンの元凶。統一戦争末期にロックアックス領民の保護を優先するため、ハイランド王国に降伏。ロックアックス城の戦いの混乱の中で、城内に乗り込んだ主人公と皇王ジョウイを暗殺して、一挙に富と権力を得ようと直率していた部下に命じて矢を放たせ、庇ったナナミを殺した（ベストエンディングでは重傷を負わすに留まっている）。しかしこれに激怒した2人によって討たれた。
ダレル
先代ミューズ市長で、アナベルの父親。文官でありながら外交は好戦的。しかし軍事的には素人だったため、敗色濃厚となるがゲンカクによって体制を立て直すも、後にゲンカクを罠に嵌めて追放した。ルカの幼少時代に裏でハイランド王族の馬車を襲う命令を下していた。
市長時代にミューズ市を発展させた功績から、ミューズ市民からは今でも名市長と賞賛されている。死後、一騎打ちにおける謀略が判明し、アナベルからはさすがに親子の縁こそ切られていないものの、否定的な見方をされている。しかしながら、この謀略は時間の経過とともに忘れられており、知っているものは少なくなっていっているという。
ポール
傭兵の砦の一員。2主人公の世話役を務めるが、砦を襲撃されたときにルカによって斬殺される。
マカイ
トゥーリバー市全権大使。太陽暦429年生まれ（31歳）。肩書きが名ばかりであることを理解しており、年も若く政治家としての指導力に欠け、種族間の対立で分断されているトゥーリバーを纏め切れていない。キバと独断でコボルトサイドの割譲を決定してしまうも謀略にはまってしまいコボルトとの深刻な対立を招き、窮地に陥ってしまった。主人公たちの協力でひとつにまとまった市民の力でなんとか凌ぎきった後は市を代表して協力を申し出る。
直後部下であったフィッチャーを罷免にして主人公直属の部下にしてしまう思い切りのよさも持つ。

#### ハイランド王国
以下に列挙する人物については、幻想水滸伝シリーズのキャラクター一覧を参照。
- ササライ
- ユーバー
- ルシア
- レオン・シルバーバーグ

ピリカ
主人公とジョウイが離れ離れになった際、ジョウイが世話になった家の娘。太陽暦454年生まれ（6歳）、ミューズ市国トト出身。トトの村がルカ・ブライトに襲撃された際両親を目の前で殺され、さらに砦を襲撃された時ルカに殺されそうになり、それ以来恐怖で失声症になってしまう。その後は主人公やジョウイそしてナナミと行動を共にしていたが、ジョウイがアナベルを暗殺して以降はジョウイと離れ離れになり、グリンヒル市内へ潜入したときにようやくジョウイと再会するも彼がハイランド軍の一員であることに衝撃を受ける。しかし、こうした状況にあっても本来の明るさや他者に対する優しさは失われず、その優しさは彼女が出会ったナッシュに対しても向けられた（外伝より）。
ルカの死後、ジョウイより使者として送られたクルガンから主人公達に対してミューズ市での和平交渉を持ちかけられ、主人公がそれを承諾した時、この交渉が偽りだと気付いたシュウの命を受けたビクトールによってミューズ市へと密かに連れて来られる。そして、主人公が「（ジョウイとの戦いに）余計な迷いを抱かせぬよう」にジョウイの元へ行かされ、そこでジョウイと対面。動揺するジョウイの前から主人公達はビクトールに先導され逃げるが、ジョウイはピリカに人の死ぬところは見せたくないと弓兵に矢を射るよう命ずるレオンを制し、主人公達を見逃す。その直後、ピリカはジョウイの前で長らく失っていた言葉を取り戻した。その後は皇都ルルノイエにてジョウイやジルと共に暮らしていたが、ルルノイエ陥落直前にジョウイから「別れを嫌がるのではなく、共に過ごせる時を大切にするように」と教えられ、ジルと共にハルモニア辺境領へ亡命する（ベストエンディングでは亡命先の山荘にて、ジョウイや主人公、ナナミと再会する）。
ジル・ブライト
ルカ・ブライトの異父妹でハイランド皇女。太陽暦444年生まれ（16歳）。皇妃である母がダレルの策略で襲われ、強姦された末に身籠った子供と言われているが、明確に描かれていない。幼少期にはキャロの町にある別荘にいた事があり、主人公やジョウイにその姿を見られた事がある。成長してからは一見儚げながらも強い芯のある女性となり、ルカの悪行を知った上で意見する事もあったがルカを止めるには至らず、失意を味わっていた。そんな中ジョウイと出会い、彼がラウドに捕まりルカの命で拘束されていたテントに出向き、自分がユニコーン少年隊に起こった悲劇を知っていると明かした上で、ジョウイを逃がした（外伝より。ちなみにこの行動はルカも知っていたが、予測済みだったためかジョウイ共々見逃されている）。その後、アガレスやルカを失うもジョウイと結婚して皇妃となり、王位継承権を彼に譲る。皇都ルルノイエ陥落直前にはジョウイに対し、自分がジョウイの関わったアガレスやルカの死について知りながら、彼に希望を寄せ心から愛していたと告白。その後はジョウイの手回しによってハルモニア辺境領に亡命し、ピリカと静かに暮らしている（ベストエンディングでは亡命先の山荘で、ピリカと共にジョウイと再会する）。
ラウド
声 - 藤原啓治
ルカ直属の軍人で、元ユニコーン少年隊隊長。太陽暦431年生まれ（29歳）。直接的には触れられていないが、キャロの町に重度の眼病を患っている妹がいて、出世したらトラン共和国の偉い医者（Ⅰのリュウカン）に治してもらう予定だった。妹の病気を治したいという事情から出世欲と金銭欲が強く、更に愛国心と軍人としての誇りも著しく低い。それなりに剣術に優れ、話術にも長けていることから、少年隊の隊員からの評判は良かったが、主人公とジョウイからはその俗物ぶりを見透かされ、陰で内実の伴わない人物と軽侮していた。少年隊の隊長という地位への不満と、出世に伴う給料増額に目が眩み、ルカの悪事に加担する。主人公とジョウイにスパイ容疑を掛けて処刑しようとするも失敗。その件で出世が遅れたらしく、グリンヒルで主人公と再会した際、選択肢によっては主人公に対して逆恨みを口走る。しかし、ルカの悪事が公になるとルカにとって命取りとなりうる事々を知っている為か、時には第四軍団長代理の肩書きで重要な役目を任される事もあった。ジョウイが皇王に即位した直後、彼の報復を恐れて妹と共に国を脱出、南（トラン共和国）へ逃亡する。
クルガン
声 - 稲田徹
ハイランド王国第四軍団の将軍で常に冷静な知将。また、優れた剣技と雷の魔法の使い手。太陽暦431年生まれ（29歳）。シードの同僚。第四軍団を率いるソロン・ジーに忠誠を誓っているが、それ以上に祖国ハイランド王国自体に忠誠を誓っており、ルカの暴虐さを認めていない。その一方、ハイランドを第1とする偏った価値観の持ち主で、勝利の為には卑劣な手段も厭わない。ルカの死後はハイランド軍の再編により、皇王となったジョウイの後釜として第四軍団の団長となる。最期はルルノイエに突入した主人公達に討たれた。『外伝』ではシードとともにナッシュを追って後一歩のところまで追い詰めるも、シードがナッシュの切り札である双邪剣グローサー・フルスに塗られた毒によって意識を失った為、力を消耗していたナッシュに剣を突きつけて命を見逃す代わりに解毒剤を出すよう要求し、目論見通り解毒剤を入手してシードの命を救った。
シード
声 - 森久保祥太郎
ハイランド王国第四軍団の将軍ですぐに熱くなる猛将。魔法の心得もあるが、戦いでは優れた剣技を存分に発揮する。太陽暦434年生まれ（26歳）。クルガンと同じく、祖国ハイランド王国自体に忠誠を誓っている。その一方、クルガンと違い卑劣な手段といった不名誉な行いを嫌い、それ故ルカを認めずジョウイに希望を見出す。ルカの死後はハイランド軍の再編により、立場的にはクルガン配下の将軍となるが、クルガンとの個人的な友情は変わらなかった。最期はルルノイエに突入した主人公達に討たれた。『外伝』ではクルガンとともにナッシュを追って後一歩のところまで追い詰めるも、彼のグローサー・フルスに塗られた毒によって意識を失った。しかし、左手で予備の小剣を振るうというシード流の二刀流にてナッシュに傷を負わせ、毒を受けなかったクルガンの勝利に貢献した。
ソロン・ジー
ハイランド王国の若き将軍で第四軍団長。太陽暦429年生まれ（31歳）。ハイランドでも名門の武将の家柄で、父親も有能な将。経験の浅いうちに軍団長になった上、クルガンやシードら叩き上げの軍人たちから「親の七光り」と影で蔑まれていたため功を焦るきらいがあり、度々失敗を犯していた。ノースウィンドゥで旗揚げした新同盟軍を討つために出兵するもシュウの策に敗れ、撤兵後ハイランド軍の本陣にてルカから失態を叱責され、「戦場での誇りある死」とは相反する処刑宣告が下され、処刑された。ただし、将としての能力はそれなりに有する人物で、この頃にはクルガンやシードとも一定の信頼関係を築いていた模様。それ故、後に2人がジョウイに希望を見出し、彼のために戦うと決意する一因となった。後頭部上方に向かって尖っている髪型が特徴的である。
ハーン・カニンガム
ハイランド王国の古参の将軍で、第二軍団長。太陽暦395年生まれ（65歳）。ゲンカクとは共に国境沿いの村で育った親友。かつてはルカの剣術の師を務めた。現在では皇都ルルノイエの防衛に就き、最前線に出る事は無かったが、ルルノイエ攻略の際主人公の前に立ちはだかる。そして、かつてダレルの策略で実現しなかったゲンカクとの一騎討ちをゲンカクの養子にして弟子である主人公を相手に行い、一騎討ちに破れ散った。かつての戦争時「黒き刃の紋章」を宿していたが、トトの村に封印していた。その紋章の源流たる「始まりの紋章」について理解しており、「輝く盾の紋章」を宿す主人公を前に「わしとゲンカクは、ただ時を少しばかり引き伸ばしたに過ぎなかった」と発言した。
マルセル・アトレイド
キャロの地方貴族アトレイド家の当主で、ジョウイの養父。顔グラフィックは無い。実子のマルコを寵愛し、妻ローザの連れ子であるジョウイを疎んでいた。ジョウイがジョウストン都市同盟と通じていたスパイという報が入るや、ジョウイをラウド配下の部隊に引き渡し、アトレイド家から追放した。後にジョウイが皇王に即位すると、報復を恐れたのか一家で何処かへ逃亡した。
ジョウイはアトレイド家から追放された後も、アトレイド家に対しては家族という思いと連れ子でありながら育ててくれた恩義を感じており、ラウドに捕まった直後にルカからアナベル暗殺を命じられ、「断ればアトレイド家は反逆者」と脅された時には動揺していた（外伝より）。また、ルカより連れ子という出自を指摘された時は「育ててくれた恩義は感じています」と語っている。
アガレス・ブライト
ハイランド皇王。太陽暦407年生まれ（53歳）。軍事的にも政治的にも決して有能とはいえないが、争いを好まない平和主義者。軍部の不満をそらすため、息子・ルカに軍の全権を譲ったことが大戦争の契機となる。妻がダレルの策略で襲われた際、手をこまねくだけで何もしなかった為にルカからは憎悪の対象にされていた。また大変用心深く、口にする全てのものは毒見を終えたもののみという程であったが、自分に対して殺意を抱いていたと察していたルカ、そしてジョウイの策略により、騎士の叙任を受ける者の血が入ったワインを皇王が飲み干す「血の儀式」において毒を盛られ、苦しんでいたところをルカから罵倒されながら死亡した。
この時ジョウイは暗殺の為、自ら解毒剤を飲んでいるとはいえ自分の血に毒を仕込んでおり、ルカからは「思い切った手を使う」と賞賛された（ただ自身も無事では済まず、直後に昏倒した）。

#### その他
以下に列挙する人物については、幻想水滸伝シリーズのキャラクター一覧を参照。
- ネクロード
- ハンゾウ
- ブライト
- リリィ・ペンドラゴン
- レックナート（声 - 大原さやか）

『幻想水滸伝』主人公
前作データをコンバートすると登場する。幻想水滸伝を参照。
グレミオ
前作データをコンバートした場合、生き返っているデータであれば登場する。幻想水滸伝を参照。
エリ
バナーの峠の宿屋の看板娘。グレミオが登場しないときにナビゲーターを担当。
コウ
エリの弟。顔グラフィックは無い。『I』『II』主人公に憧れており、いつも『II』主人公の服を着ている。しかし顔は知らなかったようで、はじめは隠居生活を送っていた『I』主人公を『II』主人公だと勘違いしていた。『II』主人公を『I』主人公と会わせるために山賊に誘拐された振りをしたが、本当に誘拐されてしまい2人の主人公が救出に向かった。データを継承した際、2人の主人公の名前が同じだと多少台詞が変更される。
エルザ
ほえ猛る声の組合の騎士級ガンナーの女性。サジャの村出身。太陽暦431年生まれ（29歳）。クライブに追われ、ミューズ市内では主人公に2つの包みを預けた。クライブとの関連イベント（イベント全てに時間制限がある）を完遂した場合のみ、エルザとクライブの因縁が語られる。
『外伝』にはVol.1 Episode 3の正規ルートに登場。クライブに追われてグリンヒル方面へ逃走中にナッシュと遭遇し、一時行動を共にした。森でナッシュを追っていたハイランド軍のゴールドウルフに遭遇し、撃退した。
ランラン、リンリン、テンテン
声 - 佐々木未来（ランラン）、愛美（リンリン）、伊藤彩沙（テンテン）※全て「STAR LEAP」から
物語の後半に登場する通常エンカウントの敵キャラクターで、武術家三姉妹「乱凛天」という用心棒。「幻想水滸伝 STAR LEAP」において、ビジュアルつきの再登場を果たす。

## 漫画
- 幻想水滸伝II（全1巻・土方悠・メディアファクトリー）　連載中断

## 小説
- 幻想水滸伝2（堀慎二郎著、メディアファクトリー出版）
  - 1巻 - 2000年12月発売。 ISBN 4840217238
  - 2巻 - 2001年3月発売。 ISBN 4840217793
  - 3巻 - 2001年6月発売。 ISBN 4840218706
  - 4巻 - 2001年9月発売。 ISBN 4840219559

## テレビアニメ
『幻想水滸伝』のタイトルで2026年放送予定。
2025年3月4日配信の公式番組「幻想水滸伝Live」にて制作が発表された。アニメーション制作はKONAMI animation。

### スタッフ (テレビアニメ)
- 原作 - コナミデジタルエンタテインメント[4]
- 監督 - サトウユーゾー[4]
- 制作・プロデュース - KONAMI animation[4]
- 製作 - 「幻想水滸伝」製作委員会[4]